# 神奈川県指定文化財一覧
神奈川県指定文化財一覧（かながわけんしていぶんかざいいちらん）は神奈川県指定の文化財や史跡等を一覧形式でまとめたものであるが、全てを掲載しているわけではない。

## 有形文化財

### 建造物
- 覚園寺本堂（薬師堂） 〔鎌倉市二階堂〕 1954年12月3日指定 ※覚園寺所有
- 仏殿（宝珠殿） 〔鎌倉市扇ガ谷〕 1956年8月17日指定 ※英勝寺所有
- 鐘楼（袴腰付） 〔鎌倉市扇ガ谷〕 1956年8月17日指定 ※英勝寺所有
- 唐門 〔鎌倉市扇ガ谷〕 1956年8月17日指定 ※英勝寺所有
- 祠堂（廟） 〔鎌倉市扇ガ谷〕 1956年8月17日指定 ※英勝寺所有
- 勝福寺本堂 〔小田原市飯泉〕 1957年2月19日指定 ※勝福寺所有
- 小田原城天守模型 木造三重[大久保神社］ 〔小田原市城山〕 1963年3月5日指定 ※大久保神社所有（小田原城天守閣）
- 小田原城天守模型 木造三重[小田原市］ 〔小田原市城内〕 1963年3月5日指定 ※小田原市所有（小田原城天守閣）
- 二宮尊徳生家 茅葦寄棟造（旧二宮家住宅） 〔小田原市栢山〕 1963年3月5日指定 ※小田原市所有（小田原市尊徳記念館）
- 新善光寺四脚門 〔葉山町上山口〕 1964年12月15日指定 ※新善光寺所有
- 長勝寺法華堂 〔鎌倉市材木座〕 1969年5月20日指定 ※長勝寺所有
- 旧清宮家住宅 〔川崎市多摩区枡形〕 1971年3月30日指定 ※川崎市所有（日本民家園）
- 旧野原家住宅 〔川崎市多摩区枡形〕 1971年3月30日指定 ※川崎市所有（日本民家園）
- 旧広瀬家住宅 〔川崎市多摩区枡形〕 1971年3月30日指定 ※川崎市所有（日本民家園）
- 建長寺西来庵唐門 〔鎌倉市山ノ内〕 1971年3月30日指定 ※建長寺所有
- 東漸寺釈迦堂 〔横浜市磯子区杉田〕 1971年9月17日指定 ※東漸寺所有
- 東漸寺五輪塔 〔横浜市磯子区杉田〕 1972年11月24日指定 ※東漸寺所有
- 旧山下家住宅 〔川崎市多摩区枡形〕 1972年11月24日指定 ※川崎市所有（日本民家園）
- 旧鈴木家住宅 〔川崎市多摩区枡形〕 1972年11月24日指定 ※川崎市所有（日本民家園）
- 旧三澤家住宅 〔川崎市多摩区枡形〕 1972年11月24日指定 ※川崎市所有（日本民家園）
- 新善光寺本堂 〔葉山町上山口〕 1972年11月24日指定 ※新善光寺所有
- 旧太田家住宅（横浜市） 〔横浜市都筑区大棚町〕 1973年12月21日指定 ※横浜市所有
- 妙覚寺四脚門 〔平塚市上吉沢〕 1973年12月21日指定 ※妙覚寺所有
- 影向寺薬師堂 〔川崎市宮前区野川〕 1977年8月19日指定 ※影向寺所有
- 杉本寺観音堂 〔鎌倉市二階堂〕 1977年11月18日指定 ※杉本寺所有
- 常楽寺仏殿 〔鎌倉市大船〕 1978年2月21日指定 ※常楽寺所有
- 旧内海家住宅 〔鎌倉市二階堂〕 1978年11月17日指定 ※覚園寺所有
- 光明寺観音堂 〔平塚市南金目〕 1979年2月16日指定 ※光明寺所有
- 地蔵堂内厨子 〔南足柄市矢倉沢〕 1979年2月16日指定 ※地蔵堂自治会所有
- 旧青柳寺庫裡 〔相模原市緑区大島〕 1981年7月17日指定 ※相模原市所有
- 神武寺薬師堂 〔逗子市沼間〕 1985年11月29日指定 ※神武寺所有
- 旧岩澤家住宅 〔川崎市多摩区枡形〕 1986年11月28日指定 ※川崎市所有（日本民家園）
- 旧井岡家住宅 〔川崎市多摩区枡形〕 1986年11月28日指定 ※川崎市所有（日本民家園）
- 旧菅原家住宅 〔川崎市多摩区枡形〕 1989年2月10日指定 ※川崎市所有（日本民家園）
- 称名寺金堂 〔横浜市金沢区金沢町〕 1995年2月14日指定 ※称名寺所有
- 円覚寺山門 〔鎌倉市山ノ内〕 1995年2月14日指定 ※円覚寺所有
- 本禅寺本堂 〔厚木市飯山〕 1995年2月14日指定 ※本禅寺所有
- 五所神社本殿 〔湯河原町宮下〕 1995年2月14日指定 ※五所神社所有
- 宗福院地蔵堂 〔小田原市板橋〕 1996年2月13日指定 ※宗福院所有
- 小原宿本陣 〔相模原市緑区小原〕 1996年2月13日指定 ※相模原市所有
- 石楯尾神社本殿 〔相模原市緑区佐野川〕 1996年2月13日指定 ※石楯尾神社所有
- 旧山田家住宅 〔川崎市多摩区枡形〕 1997年2月10日指定 ※川崎市所有（日本民家園）
- 旧横浜居留地48番館 〔横浜市中区山下町〕 2001年2月13日指定 ※神奈川県所有
- 光明寺山門 〔鎌倉市材木座〕 2001年2月13日指定 ※光明寺所有
- 英勝寺山門 〔鎌倉市扇ガ谷〕 2003年2月10日指定 ※英勝寺所有
- 海南神社本殿、幣殿及び拝殿 〔三浦市三崎〕 2011年3月22日指定 ※海南神社所有
- 荻野神社本殿及び拝殿 附 貞享四年木札（奉造立石神大明神社惣旦那寄進之覚）〔厚木市上荻野〕 2014年3月28日指定 ※荻野神社所有

### 絵画
- 絹本著色 花鳥図 〔鎌倉市雪ノ下〕 1953年12月22日指定 ※報国寺所有（鎌倉国宝館）
- 絹本著色 五百羅漢図 〔鎌倉市雪ノ下〕 1953年12月22日指定 ※円覚寺所有（鎌倉国宝館）
- 絹本著色 十六羅漢図（円覚寺） 〔鎌倉市雪ノ下〕 1953年12月22日指定 ※円覚寺所有（鎌倉国宝館）
- 絹本著色 二河白道図 〔藤沢市西富〕 1953年12月22日指定 ※清浄光寺所有
- 絹本著色 大威徳明王像 〔逗子市沼間〕 1954年3月30日指定 ※神武寺所有
- 絹本著色 千手観音像 〔逗子市沼間〕 1954年3月30日指定 ※神武寺所有
- 絹本著色 仏鑑禅師像図 〔鎌倉市雪ノ下〕 1954年7月27日指定 ※円覚寺所有（鎌倉国宝館）
- 絹本著色 羅漢図 〔鎌倉市雪ノ下〕 1954年7月27日指定 ※報国寺所有（鎌倉国宝館）
- 板絵著色 山桜図 安藤広重筆 〔横浜市港北区小机町〕 1958年1月14日指定 ※泉谷寺所有
- 絹本著色 仏涅槃図 〔鎌倉市雪ノ下〕 1958年1月14日指定 ※宝戒寺所有（鎌倉国宝館）
- 紙本淡彩 十六羅漢図 久隅守景筆 〔相模原市緑区青山〕 1958年1月14日指定 ※光明寺所有
- 絹本著色 日蓮上人像 〔鎌倉市雪ノ下〕 1958年6月17日指定 ※浄永寺所有（鎌倉国宝館）
- 絹本著色 千手観音二十八部衆像 〔横浜市南区弘明寺町〕 1959年3月6日指定 ※弘明寺所有
- 絹本著色 熊野権現影向図 〔相模原市緑区名倉〕 1959年3月6日指定 ※正念寺所有
- 板絵著色 歌川国経筆美人図絵馬 〔伊勢原市上粕屋〕 1960年11月4日指定 ※上粕屋比々多神社所有
- 絹本著色 両界曼荼羅図 〔横浜市南区堀ノ内〕 1961年4月18日指定 ※宝生寺所有
- 絹本著色 在中広衍像 〔鎌倉市雪ノ下〕 1965年5月14日指定 ※報国寺所有（鎌倉国宝館）
- 絹本著色 僧形八幡神像 〔横浜市金沢区金沢町〕 1967年2月3日指定 ※称名寺所有
- 絹本著色 伝南山和尚像 〔横浜市金沢区金沢町〕 1967年2月3日指定 ※称名寺所有
- 絹本著色 伝霊芝和尚像 〔横浜市金沢区金沢町〕 1967年2月3日指定 ※称名寺所有
- 絹本著色 種子愛染明王図 〔横浜市金沢区金沢町〕 1967年2月3日指定 ※称名寺所有
- 絹本著色 焔魔天曼荼羅図 〔横浜市金沢区金沢町〕 1967年2月3日指定 ※称名寺所有
- 絹本著色 三千佛像 〔横浜市金沢区金沢町〕 1967年2月3日指定 ※称名寺所有
- 絹本著色 千体佛像 〔横浜市金沢区金沢町〕 1967年2月3日指定 ※称名寺所有
- 紙本著色 北條氏綱像 〔箱根町湯本〕 1967年2月3日指定 ※早雲寺所有
- 紙本著色 北條氏康像 〔箱根町湯本〕 1967年2月3日指定 ※早雲寺所有
- 紙本著色 枇杷小禽図 〔箱根町湯本〕 1967年2月3日指定 ※早雲寺所有
- 紙本墨画 早雲寺本堂襖絵 〔箱根町湯本〕 1967年2月3日指定 ※早雲寺所有
- 紙本墨画 羅漢図 〔箱根町湯本〕 1967年2月3日指定 ※早雲寺所有
- 絹本著色 十六羅漢図（建長寺） 〔鎌倉市雪ノ下〕 1982年2月9日指定 ※建長寺所有（鎌倉国宝館）
- 紙本著色 遊行上人縁起絵巻 〔藤沢市西富〕 1982年2月9日指定 ※清浄光寺所有
- 紙本金地著色 鳥合わせ図屏風 〔川崎市多摩区登戸〕 1984年11月22日指定 ※長念寺所有
- 紙本著色 長谷寺縁起絵巻 〔鎌倉市長谷〕 1984年11月22日指定 ※長谷寺所有
- 紙本墨画淡彩 機婦図 〔箱根町湯本〕 1984年11月22日指定 ※早雲寺所有
- 絹本著色 石清水八幡宮図 〔横浜市中区南仲通〕 1995年2月14日指定 ※神奈川県所有(歴史博物館)
- 紙本墨画淡彩 一遍上人像 〔横浜市中区南仲通〕 1995年2月14日指定 ※神奈川県所有（歴史博物館）
- 絹本著色 一遍上人像 〔藤沢市西富〕 1995年2月14日指定 ※清浄光寺所有
- 紙本墨画淡彩 一遍上人像 〔藤沢市西富〕 1995年2月14日指定 ※清浄光寺所有
- 紙本著色 花鳥図 賢江祥啓筆 〔横浜市中区南仲通〕 1998年2月17日指定 ※神奈川県所有（歴史博物館）
- 絹本著色 高僧像 〔横浜市金沢区金沢町〕 1999年2月12日指定 ※称名寺所有
- 絹本著色 夢窓疎石像 〔相模原市緑区青山〕 2007年2月9日指定 ※光明寺所有
- 絹本著色 真言八祖像 〔小田原市国府津〕 2007年2月9日指定 ※宝金剛寺所有

### 彫刻
- 木造彩色 阿閦如来坐像 〔鎌倉市二階堂〕 1953年12月22日指定 ※覚園寺所有
- 木造彩色 水月観音坐像 〔鎌倉市山ノ内〕 1953年12月22日指定 ※東慶寺所有
- 木造彩色 弁才天坐像 〔藤沢市江の島〕 1953年12月22日指定 ※江島神社所有
- 石造 薬師如来像 〔鎌倉市材木座〕 1954年3月30日指定 ※九品寺所有
- 木造 栄西禅師坐像 〔鎌倉市雪ノ下〕 1954年3月30日指定 ※寿福寺所有（鎌倉国宝館）
- 木造彩色 僧形八幡坐像 〔横浜市金沢区金沢町〕 1954年7月27日指定 ※称名寺所有
- 木造 十大弟子立像（称名寺） 〔横浜市金沢区金沢町〕 1954年7月27日指定 ※称名寺所有
- 木造彩色 如意輪観音半跏像 〔鎌倉市西御門〕 1954年7月27日指定 ※来迎寺所有
- 木造 地蔵菩薩坐像（来迎寺） 〔鎌倉市西御門〕 1954年7月27日指定 ※来迎寺所有
- 木造 薬師如来坐像（保福寺） 〔南足柄市内山〕 1956年8月17日指定 ※保福寺所有
- 木造 十一面観音立像（保福寺） 〔南足柄市内山〕 1956年8月17日指定 ※保福寺所有
- 木造彩色 地蔵菩薩立像 〔鎌倉市扇ガ谷〕 1957年2月19日指定 ※浄光明寺所有
- 木造 十一面観音立像（勝福寺） 〔小田原市飯泉〕 1957年2月19日指定 ※勝福寺所有
- 木造 十一面観音半跏像 〔横浜市金沢区富岡東〕 1958年6月17日指定 ※慶珊寺所有
- 木造 地蔵菩薩坐像（金剛寺） 〔厚木市飯山〕 1958年6月17日指定 ※金剛寺所有
- 木造 大日如来坐像（宝生寺） 〔横浜市南区堀ノ内〕 1959年3月6日指定 ※宝生寺所有
- 木造 不動明王及両童子立像 〔小田原市国府津〕 1959年3月6日指定 ※宝金剛寺所有
- 木造 地蔵菩薩立像（宝金剛寺） 〔小田原市国府津〕 1959年3月6日指定 ※宝金剛寺所有
- 木造 毘沙門天立像（清雲寺） 〔横須賀市大矢部〕 1960年5月17日指定 ※清雲寺所有
- 木造 地蔵菩薩立像（正眼寺） 〔箱根町湯本〕 1963年9月20日指定 ※正眼寺所有
- 木造 阿弥陀如来坐像（證菩提寺） 〔横浜市栄区上郷町〕 1964年12月15日指定 ※證菩提寺所有
- 木造 兜跋毘沙門天立像 〔南足柄市怒田〕 1964年12月15日指定 ※朝日観音堂所有（上怒田自治会）
- 木造 聖観音立像（朝日観音堂） 〔南足柄市怒田〕 1964年12月15日指定 ※朝日観音堂所有（上怒田自治会）
- 木造 奪衣婆坐像 〔鎌倉市山ノ内〕 1965年5月14日指定 ※円応寺所有
- 木造 地蔵菩薩立像（光傳寺） 〔横浜市金沢区六浦〕 1966年7月19日指定 ※光傳寺所有
- 木造 聖徳太子立像 〔横浜市戸塚区下倉田町〕 1966年7月19日指定 ※永勝寺所有
- 木造 千手観音立像（真福寺） 〔横浜市青葉区荏田町〕 1966年7月19日指定 ※真福寺所有
- 木造 聖観音立像（広福寺） 〔川崎市多摩区枡形〕 1966年7月19日指定 ※広福寺所有
- 木造 地蔵菩薩立像（広福寺） 〔川崎市多摩区枡形〕 1966年7月19日指定 ※広福寺所有
- 木造 薬師如来坐像（最宝寺） 〔横須賀市野比〕 1966年7月19日指定 ※最宝寺所有
- 木造 十二神将立像（曹源寺） 〔東京都台東区上野公園〕 1966年7月19日指定 ※曹源寺所有(東京国立博物館)
- 木造 薬師三尊像 〔鎌倉市雪ノ下〕 1966年7月19日指定 ※鎌倉市所有（鎌倉国宝館）
- 木造 十二神将立像（鎌倉市） 〔鎌倉市雪ノ下〕 1966年7月19日指定 ※鎌倉市所有（鎌倉国宝館）
- 塑造 北条時頼坐像 〔鎌倉市山ノ内〕 1966年7月19日指定 ※明月院所有
- 木造 普賢菩薩坐像 〔箱根町元箱根〕 1966年7月19日指定 ※興福院所有
- 木造 菩薩頭 〔箱根町元箱根〕 1966年7月19日指定 ※興福院所有
- 銅造 弁才天坐像 〔茅ヶ崎市堤〕 1966年10月25日指定 ※浄見寺所有
- 木造 阿弥陀如来坐像（西方寺） 〔横浜市港北区新羽町〕 1969年12月2日指定 ※西方寺所有
- 鉄造 不動明王坐像 〔鎌倉市二階堂〕 1969年12月2日指定 ※覚園寺所有
- 木造 大日如来坐像（宝蓮寺） 〔秦野市蓑毛〕 1974年4月19日指定 ※宝蓮寺所有
- 木造 地蔵菩薩坐像（慶覚院） 〔大磯町高麗〕 1974年7月12日指定 ※慶覚院所有
- 木造 薬師如来坐像（東漸寺） 〔横浜市磯子区杉田〕 1978年11月17日指定 ※東漸寺所有
- 木造 金剛力士立像（称名寺） 〔横浜市金沢区金沢町〕 1978年11月17日指定 ※称名寺所有
- 木造 阿弥陀如来及び両脇侍立像（教恩寺） 〔鎌倉市大町〕 1978年11月17日指定 ※教恩寺所有
- 木造 阿弥陀如来及び両脇侍立像（光明寺） 〔鎌倉市材木座〕 1978年11月17日指定 ※光明寺所有
- 木造 薬師如来及び両脇侍立像 〔三浦市初声町和田〕 1978年11月17日指定 ※天養院所有
- 木造 地蔵菩薩立像（矢倉沢地蔵堂） 〔南足柄市矢倉沢〕 1979年2月16日指定 ※矢倉沢地蔵堂所有（地蔵堂自治会）
- 木造 大覚禅師坐像 〔鎌倉市山ノ内〕 1981年7月17日指定 ※建長寺所有
- 木造 達磨大師坐像 〔鎌倉市扇ガ谷〕 1981年7月17日指定 ※寿福寺所有
- 木造 阿弥陀如来立像（光照寺） 〔逗子市沼間〕 1981年7月17日指定 ※光照寺所有
- 脱活乾漆造（中尊）・木造（脇侍） 釈迦三尊像 〔鎌倉市扇ガ谷〕 1982年2月9日指定 ※寿福寺所有
- 木造 阿弥陀如来立像（善福寺） 〔大磯町高麗〕 1982年8月31日指定 ※善福寺所有
- 木造 薬師如来坐像（保木薬師堂） 〔横浜市青葉区美しが丘西〕 1983年2月8日指定 ※保木薬師堂所有
- 木造 阿弥陀如来坐像（覚園寺） 〔鎌倉市二階堂〕 1983年11月25日指定 ※覚園寺所有
- 木造 文殊菩薩坐像 〔鎌倉市大船〕 1983年11月25日指定 ※常楽寺所有
- 木造 観音菩薩半跏像 〔鎌倉市山ノ内〕 1983年11月25日指定 ※禅居院所有
- 木造 梵天・帝釈天立像 〔鎌倉市小町〕 1983年11月25日指定 ※宝戒寺所有
- 木造 方崖元圭坐像 〔横浜市金沢区瀬戸〕 1984年11月22日指定 ※金龍院所有
- 木造 不動明王坐像（大山寺） 〔伊勢原市大山〕 1984年11月22日指定 ※大山寺所有
- 木造 三世仏坐像 〔鎌倉市山ノ内〕 1985年11月29日指定 ※浄智寺所有
- 木造 薬師如来坐像（三嶋神社） 〔大井町上大井〕 1987年11月20日指定 ※三嶋神社所有
- 木造 金剛力士立像（光明寺） 〔平塚市南金目〕 1991年2月8日指定 ※光明寺所有
- 木造 大日如来坐像（高林寺） 〔平塚市四之宮〕 1991年2月8日指定 ※高林寺所有
- 木造 不動明王立像（法雲寺） 〔厚木市酒井〕 1991年2月8日指定 ※法雲寺所有
- 木造 釈迦如来立像（東学寺） 〔小田原市別堀〕 1992年2月14日指定 ※東学寺所有
- 木造 阿弥陀如来立像（その一） 〔小田原市城山〕 1992年2月14日指定 ※本誓寺所有
- 木造 阿弥陀如来立像（その二） 〔小田原市城山〕 1992年2月14日指定 ※本誓寺所有
- 木造 阿弥陀三尊像 〔横浜市金沢区大道〕 1992年11月20日指定 ※宝樹院所有
- 木造 虚空蔵菩薩立像 〔川崎市高津区千年〕 1992年11月20日指定 ※能満寺所有
- 木造 千手観音菩薩坐像 〔鎌倉市雪ノ下〕 1992年11月20日指定 ※建長寺所有(鎌倉国宝館)
- 木造 菩薩半跏像 〔横浜市中区南仲通〕 1998年2月17日指定 ※神奈川県所有（歴史博物館）
- 木造 毘沙門天立像（白山神社） 〔鎌倉市今泉〕 1998年2月17日指定 ※白山神社所有
- 木造 阿弥陀如来立像（浄妙寺） 〔鎌倉市雪ノ下〕 2001年2月13日指定 ※浄妙寺所有（鎌倉国宝館）
- 銅造 如意輪観音菩薩坐像 〔小田原市国府津〕 2005年2月8日指定 ※宝金剛寺所有
- 木造 十二神将立像（宝城坊） 〔伊勢原市日向〕 2006年2月14日指定 ※宝城坊所有
- 木造 武装神形立像・木造 女神形立像 〔大磯町国府本郷〕 2009年2月3日指定 ※六所神社所有
- 木造神立像・神立像 男神立像 女神立像 〔箱根町元箱根〕 2013年3月29日指定 ※箱根神社所有
- 木造女神立像 〔箱根町元箱根〕 2013年3月29日指定 ※箱根神社所有
- 木造男神立像 〔箱根町元箱根〕 2013年3月29日指定 ※箱根神社所有
- 銅造男神坐像 〔箱根町元箱根〕 2013年3月29日指定 ※箱根神社所有
- 木造薬師如来立像 〔秦野市南矢名〕 2020年3月17日指定 ※東光寺所有

### 工芸品
- 刀 銘 康継 〔非公開〕 1953年12月22日指定
- 太刀（銘国宗） 〔非公開〕 1954年3月30日指定
- 刀 銘 肥前国佐賀住橋本新左衛門尉忠吉 〔横浜市〕 1954年12月3日指定
- 刀 銘 長曽禰興正 〔横浜市〕 1955年5月10日指定
- 刀 銘 加卜 〔横浜市〕 1955年5月10日指定
- 銅製亀甲花菱文象嵌擬宝珠 〔鎌倉市雪ノ下〕 1955年8月30日指定 ※鶴岡八幡宮所有
- 堆黒箱 〔鎌倉市雪ノ下〕 1955年8月30日指定 ※鶴岡八幡宮所有
- 太刀 銘 信国 〔横浜市〕 1956年8月17日指定
- 刀 銘 肥前国忠吉 〔横須賀市〕 1956年8月17日指定
- みか 〔伊勢原市三ノ宮〕 1956年8月17日指定 ※三之宮比々多神社所有
- 刀 無銘 伝則重 〔横浜市〕 1957年2月19日指定
- 刀 銘 一竿子粟田口忠綱 〔非公開〕 1957年2月19日指定
- 刀 銘 津田越前守助広 〔三浦市〕 1957年2月19日指定
- 太刀 銘 吉房 〔大井町〕 1957年2月19日指定
- 太刀 銘 備州長船住元重 〔横須賀市〕 1958年1月14日指定
- 太刀 銘 肥前国佐賀住河内大掾藤原正広作 〔藤沢市江ノ島〕 1958年1月14日指定 ※江島神社所有
- 刀 無銘 伝元重 〔横浜市〕 1959年3月6日指定
- わきざし 銘 相州住秋広 〔藤沢市〕 1959年3月6日指定
- わきざし 銘 相模国住人広光 康安二年八月日 〔横浜市〕 1959年12月4日指定
- 太刀 銘 備前国長船住左近将監長光造 正応二年己丑六月日 〔横浜市中区南仲通〕 1960年5月17日指定 ※神奈川県所有（歴史博物館）
- 刀 銘 肥前国住近江大掾藤原忠広 慶安元年八月吉日 〔鎌倉市〕 1960年5月17日指定
- 太刀 銘 康次 〔非公開〕 1960年5月17日指定
- わきざし 銘 肥前国忠吉 〔横浜市〕 1961年7月4日指定
- 短刀 銘 国光 〔鎌倉市〕 1962年3月27日指定
- 刀 銘 肥後守橘吉次作 〔鎌倉市〕 1962年3月27日指定
- 銅鐘（光明寺） 〔平塚市南金目〕 1963年9月20日指定 ※光明寺所有
- 刀 無銘 伝兼光 〔横浜市〕 1966年7月19日指定
- 刀 無銘 伝正宗 〔横浜市〕 1966年7月19日指定
- 刀 銘 備前国住長船源五郎清光 〔非公開〕 1966年7月19日指定
- 大壇（長勝寺） 〔鎌倉市材木座〕 1969年5月20日指定 ※長勝寺所有
- 銅鐘（龍華寺） 〔横浜市金沢区洲崎町〕 1969年12月2日指定 ※龍華寺所有
- 銅鐘（妙光寺） 〔横浜市瀬谷区上瀬谷町〕 1969年12月2日指定 ※妙光寺所有
- 鰐口（春日神社) 〔川崎市中原区等々力〕 1969年12月2日指定 ※春日神社所有（川崎市市民ミュージアム）
- 鰐口（円覚寺） 〔鎌倉市山ノ内〕 1969年12月2日指定 ※円覚寺所有
- 銅鐘（浄智寺） 〔鎌倉市山ノ内〕 1969年12月2日指定 ※浄智寺所有
- 銅鐘（東慶寺） 〔鎌倉市山ノ内〕 1969年12月2日指定 ※東慶寺所有
- 鰐口（長勝寺） 〔鎌倉市材木座〕 1969年12月2日指定 ※長勝寺所有
- 燭台（長勝寺） 〔鎌倉市材木座〕 1969年12月2日指定 ※長勝寺所有
- 鰐口（長谷寺） 〔鎌倉市長谷〕 1969年12月2日指定 ※長谷寺所有
- 銅鐘（海宝院） 〔逗子市沼間〕 1969年12月2日指定 ※海宝院所有
- 銅鐘（本瑞寺） 〔三浦市三崎〕 1969年12月2日指定 ※本瑞寺所有
- 銅鐘（浅間神社） 〔厚木市中依知〕 1969年12月2日指定 ※浅間神社所有
- 鰐口（本照寺） 〔厚木市下古沢〕 1969年12月2日指定 ※本照寺所有
- 銅鐘（高部屋神社） 〔伊勢原市下粕屋〕 1969年12月2日指定 ※高部屋神社所有
- 鰐口（薬師堂） 〔山北町皆瀬川〕 1969年12月2日指定 ※薬師堂所有
- 銅鐘（早雲寺） 〔箱根町湯本〕 1969年12月2日指定 ※早雲寺所有
- 鰐口（宮ケ瀬小学校） 〔清川村宮ケ瀬〕 1969年12月2日指定 ※宮ケ瀬小学校所有
- 鰐口（普門寺） 〔相模原市緑区中沢〕 1969年12月2日指定 ※普門寺所有
- 宝城坊の錦幡・唐櫃 〔伊勢原市日向〕 1980年2月15日指定 ※宝城坊所有
- 銅鐘（清浄光寺） 〔藤沢市西富〕 1990年2月13日指定 ※清浄光寺所有
- 銅鐘（総世寺） 〔小田原市久野〕 1990年2月13日指定 ※総世寺所有
- 銅鐘（長谷寺） 〔厚木市飯山〕 1990年2月13日指定 ※長谷寺所有
- 銅鐘（八坂神社） 〔伊勢原市沼目〕 1990年2月13日指定 ※八坂神社所有
- 金銅装笈 〔横浜市中区南仲通〕 1999年2月12日指定 ※神奈川県所有（歴史博物館）
- 椿彫木朱漆笈 〔横浜市中区南仲通〕 1999年2月12日指定 ※神奈川県所有（歴史博物館）
- 獅子牡丹彫木彩漆硯台 〔鎌倉市雪ノ下〕 1999年11月26日指定 ※鎌倉市所有（鎌倉国宝館）
- 屈輪文彫木朱漆大香合 〔鎌倉市雪ノ下〕 1999年11月26日指定 ※円覚寺所有（鎌倉国宝館）
- 六十二間筋兜鉢 〔寒川町宮山〕 1999年11月26日指定 ※寒川神社所有

### 書跡・典籍・古文書
- 紙本墨書 岩本院文書 〔藤沢市〕 1975年2月7日指定
- 紙本墨書 明王院文書 〔鎌倉市雪ノ下〕 1975年2月7日指定 ※明王院所有（鎌倉国宝館）
- 紙本墨書 法華堂文書 〔鎌倉市雪ノ下〕 1975年2月7日指定 ※明王院所有（鎌倉国宝館）
- 清拙正澄墨蹟 〔横浜市中区南仲通〕 1999年2月12日指定 ※神奈川県所有（歴史博物館）
- 石室善玖墨蹟 〔横浜市中区南仲通〕 1999年2月12日指定 ※神奈川県所有（歴史博物館）
- 源頼朝袖判下文 〔横浜市中区南仲通〕 1999年2月12日指定 ※神奈川県所有（歴史博物館）
- 源頼家袖判下文 〔横浜市中区南仲通〕 1999年2月12日指定 ※神奈川県所有（歴史博物館）

### 考古資料
- 津久井郡三ケ木遺跡出土品 〔相模原市緑区三ケ木〕 1961年3月14日指定 ※津久井高校所有、弥生式壺形土器2個 弥生式甕形土器2個 弥生式土器破片一括
- 人面付土器 〔横浜市〕 1984年3月30日指定 ※横浜市鶴見区上末吉上台遺跡出土
- 大和市上野遺跡出土品 〔大和市下鶴間〕 1987年2月20日指定 ※大和市所有
- 大和市上和田城山遺跡出土品 〔大和市下鶴間〕 1987年2月20日指定 ※大和市所有
- 厚木市登山一号墳出土埴輪 〔厚木市寿町〕 1992年2月14日指定 ※厚木市所有（あつぎ郷土博物館）
- 綾瀬市寺尾遺跡出土品 〔横浜市南区中村町〕 2001年2月13日指定 ※神奈川県所有（神奈川県埋蔵文化財センター）
- 海老名市上浜田遺跡出土玦状耳飾 〔横浜市南区中村町〕 2001年2月13日指定 ※神奈川県所有（県埋蔵文化財センター）
- 山北町尾崎遺跡出土の石斧製作に関連する石器 〔横浜市南区中村町〕 2001年2月13日指定 ※神奈川県所有（県埋蔵文化財センター）
- 秦野市砂田台遺跡出土の石器 鉄器及び弥生土器 〔横浜市南区中村町〕 2001年2月13日指定 ※神奈川県所有（県埋蔵文化財センター）
- 綾瀬市宮久保遺跡出土木簡 〔横浜市南区中村町〕 2001年2月13日指定 ※神奈川県所有（県埋蔵文化財センター）
- 三浦市間口洞窟遺跡出土品 〔横浜市中区南仲通〕 2001年2月13日指定 ※神奈川県所有（歴史博物館）
- 横須賀市吉井貝塚出土の縄文時代早期の骨角牙器・貝製品 〔横須賀市深田台〕 2002年2月12日指定 ※横須賀市所有（横須賀市自然・人文博物館）
- 逗子市池子遺跡群出土品 〔逗子市池子〕 2002年2月12日指定 ※逗子市所有（逗子市池子遺跡群資料館）
- 綾瀬市神崎遺跡出土品 〔綾瀬市早川〕 2002年2月12日指定 ※綾瀬市所有
- 鎌倉市国指定史跡永福寺跡内経塚出土品 〔鎌倉市雪ノ下〕 2003年2月10日指定 ※鎌倉市所有（鎌倉国宝館）
- 鎌倉市今小路西遺跡北谷出土の輸入陶磁器 〔鎌倉市雪ノ下〕 2003年2月10日指定 ※鎌倉市所有（鎌倉国宝館）
- 秦野市平沢同明遺跡出土の弥生前期壺形土器 〔秦野市堀山下〕 2003年2月10日指定 ※はだの歴史博物館
- 小田原市羽根尾貝塚の縄文時代前期出土品 〔小田原市石橋〕 2004年2月10日指定 ※小田原市所有（石橋収蔵庫）
- 綾瀬市吉岡遺跡群B区と藤沢市用田鳥居前遺跡出土の旧石器時代の遺跡間接合石器 〔横浜市南区中村町〕 2004年2月10日指定 ※神奈川県所有（県埋蔵文化財センター）
- 相模原市田名向原遺跡の住居状遺構出土の旧石器時代石器群 〔相模原市〕 2010年2月5日指定 ※相模原市所有（史跡田名向原遺跡旧石器時代学習館）
- 鎌倉市下馬周辺遺跡出土の鎧 〔横浜市南区中村町〕 2016年3月29日指定 ※神奈川県所有（県埋蔵文化財センター）
- 小田原市中里遺跡の弥生時代中期出土品 〔小田原市城内〕 2019年9月17日指定 ※小田原市所有

### 歴史資料
- 二宮尊徳関係資料 〔小田原市〕 1981年2月10日指定 ※報徳博物館・尊徳記念館・報徳二宮神社所有
- 東京湾第三海堡構造物（兵舎・観測所・探照灯・砲側庫） 〔横須賀市平成町・夏島町〕〕 2018年3月16日指定 ※横須賀市所有

## 民俗文化財

### 有形民俗文化財
- 獅子型墨壺 〔鎌倉市雪ノ下〕 1955年8月30日指定 ※鶴岡八幡宮所有
- 神輿 〔鎌倉市雪ノ下〕 1955年8月30日指定 ※鶴岡八幡宮所有
- 獅子頭 〔伊勢原市日向〕 1955年11月1日指定 ※宝城坊所有
- 大太鼓 〔伊勢原市日向〕 1955年11月1日指定 ※宝城坊所有
- 藤沢の信仰用具コレクション 〔藤沢市朝日町〕 1971年9月7日指定 ※藤沢市教育委員会が管理
- 鴨居の漁撈用具コレクション 〔横須賀市深田台〕 1971年9月17日指定 ※横須賀市所有（自然・人文博物館）
- 城ヶ島漁撈用具コレクション 〔三浦市三崎町城ヶ島〕 1982年2月9日指定 ※三浦市所有（城ヶ島公民館）
- 舞楽面（陵王、抜頭） 〔横浜市金沢区瀬戸〕 1995年2月14日指定 ※瀬戸神社所有
- 三番叟面 〔三浦市三崎〕 1995年2月14日指定 ※海南神社所有
- 翁面 〔葉山町堀内〕 1995年2月14日指定 ※森戸大明神所有
- 「神奈川の職人の道具」コレクション 〔横浜市中区南仲通〕 1999年2月12日指定 ※神奈川県所有（歴史博物館）
- 長楽寺の庚申塔 〔平塚市札場町〕 2006年2月14日指定 ※長楽寺所有
- 神明宮の庚申塔 〔茅ヶ崎市十間坂〕 2006年2月14日指定 ※神明宮所有
- 御嶽大神の庚申塔 〔藤沢市遠藤〕 2006年2月14日指定 ※御嶽大神所有
- 正福寺の庚申塔 〔平塚市大島〕 2006年2月14日指定 ※正福寺所有
- 金山神社の庚申塔 〔茅ヶ崎市行谷〕 2006年2月14日指定 ※金山神社所有
- 八幡大神の庚申塔 〔茅ヶ崎市甘沼〕 2006年2月14日指定 ※八幡大神所有
- 下大曲神社の庚申塔 〔寒川町大曲〕 2006年2月14日指定 ※下大曲神社所有

### 無形民俗文化財
- 菊名の飴屋踊り 〔三浦市〕（あめや踊保存会） 1976年10月19日指定
- 下九沢の獅子舞 〔相模原市〕（下九沢御嶽神社獅子舞保存会） 1976年10月19日指定
- 御霊神社の面掛行列 〔鎌倉市〕（鎌倉市坂ノ下御霊会） 1976年10月19日指定
- 湯立獅子舞［宮城野獅子舞保存会］ 〔箱根町〕（宮城野獅子舞保存会） 1976年10月19日指定
- 虎踊［浦賀虎踊り保存会］ 〔横須賀市〕（虎踊り保存会） 1976年10月19日指定
- 寺山神社の鹿島踊り 〔小田原市〕（根府川鹿島踊保存会） 1976年10月19日指定
- 三増の獅子舞 〔愛川町〕（三増獅子舞保存会） 1976年10月19日指定
- 吉浜の鹿島踊り 〔湯河原町〕（鹿島踊り保存会） 1976年10月19日指定
- 小田原囃子 〔小田原市〕（小田原囃子多古保存会） 1976年10月19日指定
- 湯立獅子舞［仙石原神楽保存会］ 〔箱根町〕（仙石原神楽保存会） 1976年10月19日指定
- 沖縄民俗芸能 〔川崎市〕（川崎沖縄芸能研究会） 1976年10月19日指定
- 足柄ささら踊 〔南足柄市〕（足柄ささら踊保存会） 1976年10月19日指定
- 大島の獅子舞 〔相模原市〕（大島諏訪明神獅子舞保存会） 1976年10月19日指定
- 鳥屋の獅子舞 〔相模原市〕（鳥屋獅子舞保存会） 1976年10月19日指定
- 大山阿夫利神社の倭舞及び巫子舞 〔伊勢原市〕（倭舞・巫子舞保存会） 1976年10月19日指定
- 茅ケ崎海岸浜降祭 〔茅ヶ崎市〕（茅ヶ崎海岸浜降祭保存会） 1978年6月23日指定
- 国府祭 〔大磯町〕（国府祭保存会） 1978年6月23日指定
- 三戸のお精霊流し 〔三浦市〕（三戸お精霊流し保存会） 1978年6月23日指定
- 世附の百万遍念仏 〔山北町〕（世附百万遍念仏保存会） 1978年6月23日指定
- お馬流し 〔横浜市〕（本牧お馬流し保存会） 1978年6月23日指定
- 相模人形芝居［前鳥座・足柄座］ 〔平塚市・南足柄市〕（前鳥座・足柄座） 1982年2月9日指定
- 善部妙蓮寺の曲題目 〔横浜市〕（善部妙蓮寺曲題目保存会） 1991年2月8日指定
- 室生神社の流鏑馬 〔山北町〕（室生神社流鏑馬保存会） 1995年2月14日指定
- 牛込の獅子舞 〔横浜市〕（牛込獅子保存会） 2001年2月13日指定
- 江の島囃子 〔藤沢市〕（江の島囃子連合会） 2001年2月13日指定
- 初山の獅子舞 〔川崎市宮前区〕（初山獅子舞保存会） 2001年2月13日指定
- 小向の獅子舞 〔川崎市幸区〕（小向獅子舞保存委員会） 2001年2月13日指定
- 菅の獅子舞 〔川崎市多摩区〕（菅獅子舞保存会） 2001年2月13日指定
- 鉄の獅子舞 〔横浜市〕（鉄古典獅子舞保存会） 2001年2月13日指定
- 相模のささら踊り 〔藤沢市・秦野市・厚木市・海老名市・綾瀬市〕（ささら踊り保存会） 2008年2月5日指定
- 西小磯の七夕行事 〔大磯町〕（西小磯東七夕保存会） 2008年2月5日指定

## 記念物

### 史跡
- 石橋山古戦場のうち与一塚及び文三堂 〔小田原市米神、石橋〕 1954年3月30日指定
- 釜口古墳 〔大磯町大磯字前谷原〕 1954年3月30日指定
- 茅山貝塚 〔横須賀市佐原〕 1954年12月3日指定
- 段葛 〔鎌倉市雪ノ下〕 1955年8月30日指定
- 土肥椙山厳窟(伝源頼朝隠潜地) 〔湯河原町吉浜字鍛冶屋〕 1955年11月1日指定
- 土肥一族の墓所 〔湯河原町城堀字御庭平〕 1955年11月1日指定
- 市ヶ尾横穴古墳群  〔横浜市青葉区市ケ尾町〕 1957年2月19日指定
- 子母口貝塚 〔川崎市高津区子母口富士見台〕 1957年2月19日指定
- 毘沙門洞窟弥生時代住居阯群 〔三浦市南下浦町毘沙門字八浦原〕 1960年11月4日指定
- 百八やぐら（覚園寺） 〔鎌倉市二階堂〕 1961年7月4日指定
- 品濃一里塚 〔横浜市戸塚区品濃町、平戸町〕 1966年7月19日指定
- たれこ谷戸西横穴群 〔大磯町虫窪字たれこ谷戸〕 1966年7月19日指定
- 庄ケ久保横穴群 〔大磯町国府本郷字庄ケ久保〕 1966年7月19日指定
- 楊谷寺谷戸横穴群 〔大磯町楊谷寺谷戸〕 1966年7月19日指定
- 稲荷前古墳群 〔横浜市青葉区大場町字稲荷前〕 1970年3月24日指定
- 東高根遺跡 〔川崎市宮前区神木本町〕 1971年12月21日指定
- 馬絹古墳 〔川崎市宮前区馬絹〕 1971年12月21日指定
- 吉井貝塚を中心とした遺跡 〔横須賀市吉井〕 1973年11月2日指定
- 西福寺古墳 〔川崎市高津区梶ケ谷〕 1980年9月16日指定
- 上浜田中世建築遺構群 〔海老名市浜田町〕 1981年2月10日指定
- 二子塚古墳 〔秦野市下大槻字二タ子〕 1983年8月30日指定
- 堤貝塚 〔茅ヶ崎市堤字南谷〕 1992年2月14日指定
- 河村城跡 〔山北町字山北〕 1996年2月13日指定
- 早川城跡 〔綾瀬市早川城山三丁目〕 2008年2月5日指定

### 史跡名勝
- 江ノ島 〔藤沢市江の島〕 1960年10月4日指定

### 名勝
- 洒水の滝 〔山北町平山字向山、字上野山、字滝〕 1955年5月10日指定

### 天然記念物
- ハマオモト（ハマユウ） 〔横須賀市佐島水尻〕 1953年12月22日指定
- 鶴巻の大欅 〔秦野市鶴巻字大原〕 1953年12月22日指定
- 大雄山杉林 〔南足柄市関本字浦山〕 1953年12月22日指定
- ヒメシャラの純林 〔箱根町元箱根〕 1953年12月22日指定
- 諏訪神社の大杉 〔相模原市緑区青根〕 1953年12月22日指定
- 妻田の楠 〔厚木市妻田〕 1954年3月30日指定
- 海老名の大欅 〔海老名市国分南〕 1954年3月30日指定
- 有馬のはるにれ（通称ナンジャモンジャ） 〔海老名市本郷〕 1954年7月27日指定
- 大福寺の大楠 〔伊勢原市伊勢原〕 1955年5月10日指定
- 宝城坊の二本杉 〔伊勢原市日向〕 1955年11月1日指定
- 勝福寺の大イチョウ 〔小田原市飯泉〕 1957年2月19日指定
- 漣痕（波調層） 〔三浦市海外町〕 1957年2月19日指定
- 中井のエンジュ 〔中井町雑色郷中〕 1958年6月17日指定
- 城ヶ島のウミウ、ヒメウ及びクロサギの生息地 〔三浦市城ヶ島〕 1960年5月31日指定
- 日野のシイ 〔横浜市港南区日野〕 1961年3月14日指定
- 浄見寺のオハツキイチョウ 〔茅ヶ崎市堤〕 1961年3月14日指定
- 鶴嶺八幡のイチョウ 〔茅ヶ崎市浜之郷〕 1962年10月2日指定
- 頼政神社のトチノキ 〔山北町神縄〕 1964年12月15日指定
- 大山の原生林 〔伊勢原市大山阿夫利山〕 1966年10月25日指定
- 浄見寺の寺林 〔茅ヶ崎市堤〕 1967年7月21日指定
- 五霊神社の大イチョウとその周辺の樹木 〔逗子市沼間〕 1967年7月21日指定
- 大和のシラカシ林 〔大和市上草柳〕 1967年7月21日指定
- シダ類植物群落とその生育地 〔山北町皆瀬川字蛇石・大字山北長岩〕 1969年12月2日指定
- 神奈川県立小田原高等学校の樹叢 〔小田原市城山〕 1971年3月30日指定
- 東高根のシラカシ林 〔川崎市宮前区神木本町〕 1971年12月21日指定
- 山北町岸のヒキガエル集合地 〔山北町岸〕 1972年2月25日指定
- 石楯尾神社（名倉）の二本杉と社叢 〔相模原市緑区名倉〕 1972年2月25日指定
- 大磯高麗山の自然林 〔大磯町高麗〕 1972年3月31日指定
- 勝福寺と八幡神社境内の樹叢 〔小田原市飯泉〕 1972年7月21日指定
- ナシ、モモ原木群 〔二宮町二宮〕 1972年7月21日指定
- 箱根二子山の風衝低木植物群落 〔箱根町畑宿字二子山・字二会平〕 1973年5月18日指定
- 丹沢札掛のモミ林 〔清川村煤ケ谷字丹沢山〕 1973年12月21日指定
- 西丹沢の董青石、ベスブ石及び大理石 〔山北町中川〕 1975年2月7日指定
- 八幡神社の社叢林 〔清川村煤ケ谷字八幡〕 1976年3月23日指定
- 大松寺林 〔横須賀市小矢部〕 1976年8月20日指定
- 叶神社の社叢林 〔横須賀市東浦賀町〕 1976年12月17日指定
- 白髭神社の社叢林 〔横須賀市野比字中村〕 1976年12月17日指定
- 鎧摺の不整合を示す露頭 〔逗子市桜山〕 1977年5月20日指定
- キマダラルリツバメとその生息地 〔相模原市緑区〕 1977年11月18日指定
- 早雲寺林 〔箱根町湯本〕 1978年6月23日指定
- カタクリの自生地 〔相模原市緑区〕 1978年6月23日指定
- 三浦市海外町のスランプ構造 〔三浦市海外町〕 1978年9月1日指定
- 山北町高杉のウラジロガシ 〔山北町皆瀬川字南平〕 1978年11月17日指定
- 真鶴半島沿岸に生息するウメボシイソギンチャクとサンゴイソギンチャク 〔真鶴町・湯河原町真鶴岬三ツ石周辺海域、福浦カツラゴ地先海域〕 1979年2月16日指定
- 旧城寺の寺林 〔横浜市緑区三保町〕 1980年2月15日指定
- 根岸八幡神社の社叢林 〔横浜市磯子区西町〕 1980年2月15日指定
- 宝生寺・弘誓院の寺林 〔横浜市南区堀ノ内・睦町〕 1980年2月15日指定
- 山北町人遠のネフロレピディナを含む石灰岩 〔山北町皆瀬川〕 1980年2月15日指定
- 益田家のモチノキ 〔横浜市戸塚区柏尾町〕 1981年7月17日指定
- ギフチョウとその生息地 〔相模原市緑区〕 1982年12月28日指定
- 師岡熊野神社の社叢林 〔横浜市港北区師岡町字表谷戸〕 1991年2月8日指定
- 松石寺の寺林 〔厚木市上荻野字真弓〕 1991年2月8日指定
- 日向薬師の寺林 〔伊勢原市日向字日向山〕 1991年2月8日指定
- 八菅神社の社叢林 〔愛川町八菅山字宮村〕 1991年2月8日指定
- 春日神社、常楽寺及びその周辺の樹叢 〔川崎市中原区宮内〕 1992年2月14日指定
- 三島社の社叢林 〔横須賀市武〕 1992年2月14日指定
- 鷹取神社の社叢林 〔大磯町生沢字鷹取〕 1992年2月14日指定
- 森浅間神社とその周辺の樹叢 〔横浜市磯子区森〕 1994年2月15日指定
- 中津層群神沢層産出の脊椎動物化石 〔小田原市入生田〕 1994年2月15日指定 ※神奈川県立生命の星・地球博物館
- 御嶽神社の社叢林 〔南足柄市三竹〕 1994年2月15日指定
- 大磯照ヶ崎のアオバト集団飛来地 〔大磯町大磯字南下町〕 1996年2月13日指定
- 真鶴半島の照葉樹林 〔真鶴町真鶴字岬〕 2009年2月3日指定

### 天然記念物及び名勝
- 天神島、笠島及び周辺水域 〔横須賀市佐島字天神崎他〕 1965年8月10日指定